# Torsten Rudeen
Torsten (eller Thorsten) Rudeen, född 9 mars 1661 i Lysviks församling i Värmlands län, död 9 september 1729 i Linköpings församling, Östergötlands län, var en svensk biskop och skald. 

## Biografi
Rudeen föddes 1661 i Lysviks församling i Värmlands län. Han var son till komministern Haquinus Thorstani Rudenius (1613-1697) och Kristina Falk (1628-1700). Han studerade från 1670 i Karlstad och från 1678 i Uppsala, där han blev filosofie magister 1691. Två månader efter promotionen utnämndes han till professor vid Kungliga Akademien i Åbo samt erhöll 1699 Pemars prebendepastorat, vilket han 1701 utbytte mot Pikis. Han befordrades 1706 till teologie professor och till domprost och kyrkoherde vid svenska församlingen i Åbo samma år, förordnades 1708 till superintendent i Karlstad och utnämndes 1716 till biskop i Linköping. Vid teologie doktorspromotionen i Uppsala 1719, med anledning av Ulrika Eleonoras kröning, innehade han första hedersrummet och besvarade doktorsfrågan. Han var prästeståndets talman vid riksdagarna 1723 och 1726-27.
Det har sagts om honom: "Genom sin gudsfruktan, sitt flärdfria väsen, sitt ostraffliga leverne och sitt ämbetsnit gjorde han sig älskad i livet och saknad efter döden." Svenska litteraturhistorien bevarar hans namn såsom författare till Finska Helikons underdåniga Fägnesånger öfver Konung Carl XI:s och Kon. Carl XII:s infallna födelsedagar 1704 samt några erotiska dikter, vilka sistnämnda tävlar med det bättre, som samtidens skaldekonst frambragte. 
Dessa dikter härrörr från 1680- och 1690-talen, besjunger hans kärlek till hans blivande maka, Anna Brunell, och de få lyckliga åren av deras äktenskap samt skildrar även, i några uppsluppna bröllopsskrifter, kärlekens fröjder och herravälde över alla. 
Rudeen utgav 46 disputationer, åtskilliga minnestal och likpredikningar samt ovannämnda fägnesånger (1704), ävensom strödda brud- och gravskrifter. 

### Familj
Han gifte sig första gången 1692 med Anna Brunell (1675–1695). Hon var dotter till stadssekreteraren Christopher Brunell och Christina Neüberg i Stockholm. De fick tillsammans sonen löjtnanten Christoffer Rudenschiöld (1695–1736) vid Östgöta kavalleriregemente (som dock inte själv fick barn).
Han gifte sig andra gången 1696 med Magdalena Wallvik (1672–1755) som var dotter till assessor Jöns Wallwijk och Magdalena Rudbeckia. De fick tillsammans barnen riksrådet Carl Rudenschöld (1698–1783), kanslisten Johan Rudenschiöld (1701–1771) vid utrikesdepartementet, stadskommissarien Bengt Rudenschiöld (1702–1760), kommerserådet Ulrik Rudenschöld (1704–1765), Emerentia Rudenschiöld (1708–1770) som var gift med ärkebiskopen Henricus Benzelius i Uppsala stift, Anna Christina Rudenschiöld (1711–1745) som var gift med majoren Henrik Nordenberg vid Östgöta kavalleriregemente och riksrådet Carl Gustaf Löwenhielm och Catharina Margareta Rudenschiöld (1712–1740).
Barnen upphöjdes 23 maj 1719 i adligt stånd med namnet Rudenschöld.